# Vorarephilie

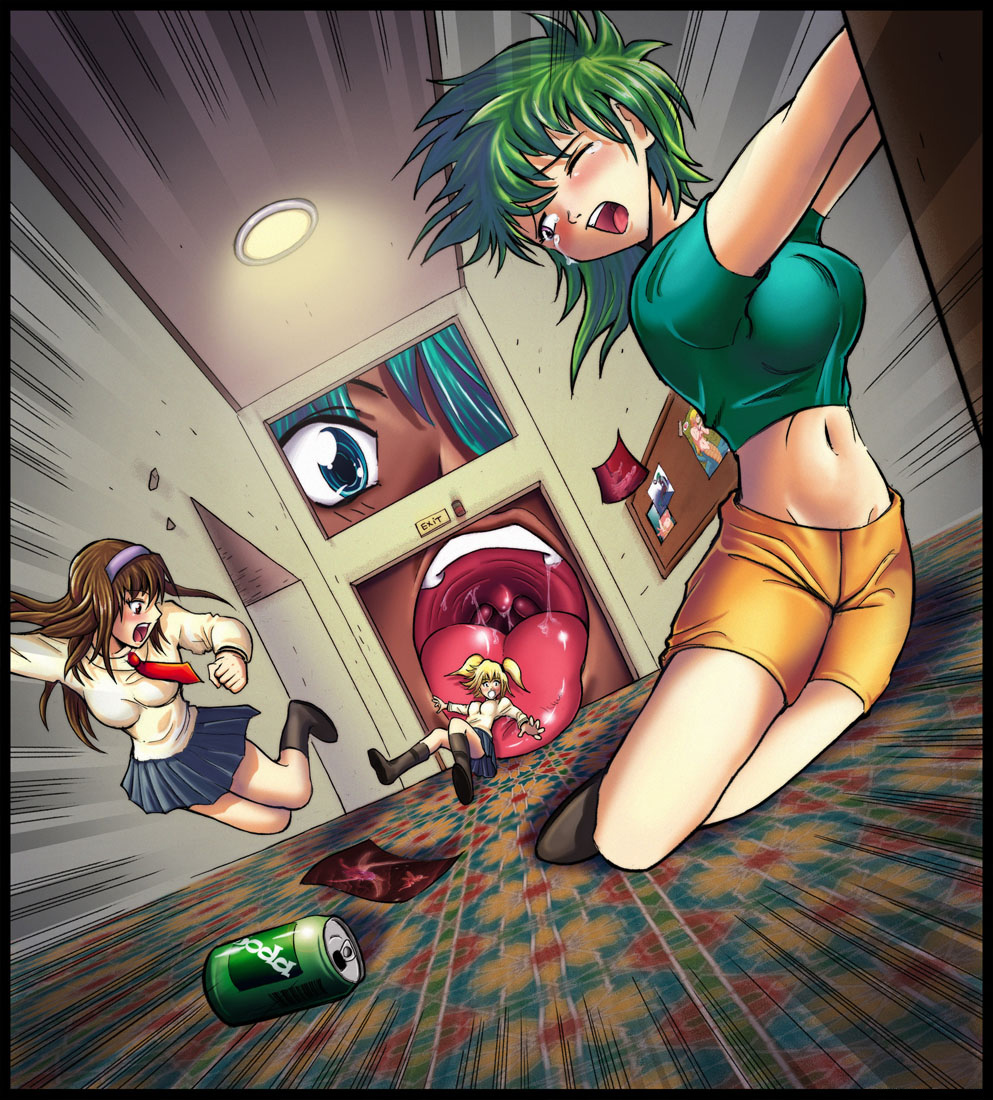
Ein Beispiel für ein mangaartiges, vorarephiles Kunstwerk: Farbversion von „Dealing with Bullies“, kreiert von Karbo und gamera1985.

Vorarephilie (lat. vorare ‚verschlingen‘, ‚schlucken‘ und -philie), kurz auch Vore, seltener Phagophilie (altgr. φαγεῖν phageín ‚essen‘), bzw. Voraphilie oder Voreaphilie genannt, ist eine Sexualpräferenz, bei der in Verbindung mit dem Gedanken, verschlungen zu werden, jemanden zu verschlingen oder diesen Prozess zu beobachten, sexuelle Erregung entsteht.
Dabei wird der Verschlinger oft als Predator (engl. „Raubtier“), kurz auch Pred, der Verschlungene als Prey (engl. „Beute“) und eventuelle Beobachter als Observer (engl. „Beobachter“) bezeichnet. Leicht gesagt du wirst gegessen 

## Erscheinungsbild
Zur sexuellen Erregung können sich vorarephile Sexualpartner beispielsweise einen Menschen, ein Tier oder ein Monster vorstellen, das im Ganzen verschlungen wird. Dabei kann es sich auch um den Partner oder die eigene Person handeln. Grundsätzlich wird zwischen zwei Typen unterschieden, „Soft Vore“ (engl. sanft, zart) bei welchem der verschlunge Partner im Stück verschlungen und dann wahlweise verdaut oder gar nicht verletzt wird und „Hard Vore“ (engl. hart, fest) welches Beißen oder Kauen beinhaltet. Die Vorstellung, was danach mit dem eigenen Körper oder den verschlungenen Teilen im Verdauungstrakt passiert, kann ebenfalls zur sexuellen Erregung beitragen. Art und Ablauf der Fantasien können individuell sehr verschieden sein.
Vorarephilie ist häufig mit anderen Paraphilien verbunden wie z. B. Makrophilie oder Mikrophilie, wobei der Größenunterschied das Verschlingen einfacher macht. Bei anderen Darstellungen renkt beispielsweise der Predator seinen Kiefer aus oder öffnet seinen Mund auf andere Weise unnatürlich weit, damit die Beute hinein passt. In diesem Fall werden häufig auch andere Körperregionen, welche an der weiteren Fantasie beteiligt sind (Speiseröhre, Magen etc.) stark gedehnt.
Auch wenn es naheliegend scheint, weisen die meisten Vorarephilen wenig Interesse an Sadomasochismus auf. Die Erregung erfahren sie dabei nicht durch den erfahrenen Schmerz, den eine Verdauung mit sich bringt, sondern aus anderen Vorstellungen, welche individuell stark abweichen. Eine solche Vorstellung ist beispielsweise das warme Gefühl der starken körperlichen Nähe zwischen Predator und Prey. Diese Art der Vorstellung kommt häufig ohne eine Verdauung aus. Ein gegensätzliches Beispiel ist die Fantasie der vollkommenen Zerstörung dessen, was einen als Person ausmacht und die daraus resultierende Konsequenzlosigkeit des eigenen Handelns für die eigene Person. Dies spricht nicht unbedingt für eine Suizidgefährung im Betroffenen, sondern dient z. B. dazu, Sorgen und Stress zu vergessen, da man sich in der Fantasie nicht mehr vor diesen fürchten muss, wenn man ja tot ist. Es kann allerdings auch einfach die besondere Nähe zum Partner gefallen.

### Variationen

#### Formen
Die naheliegendste Variante des Vore ist die, bei der die Beute vom Predator oral verschlungen wird, was einem natürlichen Prozess der Nahrungseinnahme entspricht. Es gibt jedoch unterschiedlich beliebte Variationen, welche alle erdenklichen Körperöffnungen zum Verschlingen nutzen. Angefangen bei den Geschlechtsorganen bis hin zum Verschlingen durch eventuelle Appendizes, Nase, Augen oder sogar Hautporen.
Es können sich allerdings auch Subjekt und Objekt des Verschlingens unterscheiden. Beim sogenannten „object vore“ (engl. Objektverschlingen) wird die Rolle von wahlweise Predator oder Prey durch ein unbelebtes Objekt übernommen.
Eine relativ wenig beliebte Variante des Vore ist das sogenannte „soul vore“ (engl. Seelenverschlingen), bei dem der Körper der Prey nicht unbedingt verschlungen wird, schon aber seine Seele.

#### Fatalität
Nach dem Verschlingen kann die Beute sterben (beispielsweise durch Verdauung oder Zerdrücken) oder am Leben bleiben, wobei sie entweder auf längere Zeit im Bauch ihres Predators „wohnt“ (Endosoma, kurz Endo) oder im Stück durch die Innereien des Predators geführt wird, um dann unverletzt wieder ausgeschieden zu werden.
Unter den tödlichen Ausgängen der Fantasie gibt es weitere Variationen. Manche der Betroffenen ziehen es vor, nach dem Ableben in ihrer Fantasie, die Beute wiederzubeleben, um ohne logischen Widerspruch weitermachen zu können.

#### Einvernehmlichkeit
Manche Predators und Prey bevorzugen die Fantasie ohne gegenseitiges Einverständnis der Charaktere (siehe auch Metakonsens) zu durchleben, was der Namensgebung als „Raubtier“ und „Beute“ am ehesten gerecht wird. Bei dieser Form findet häufig eine Jagd in irgendeiner Form statt, wobei diese verschiedene Formen einnehmen kann. Beliebte Szenarien sind die Lockjagd oder Fallenjagd, bei der der Jäger einen Hinterhalt benutzt, um die Beute zu fangen.
Allerdings kommt es auch häufig vor, dass Predators und Prey ein Szenario mit gegenseitigem Einverständnis bevorzugen. Dabei handelt es sich häufig um Szenarien, in denen Predator und Prey in einem romantischen Verhältnis zueinander stehen oder es sich bei der Prey auch innerhalb der Fantasie um einen Vorarephilen handelt, dem die Idee, verschlungen zu werden, zusagt. In beiden Fällen ist häufig eine sexuelle Komponente enthalten, dies ist jedoch nicht notwendig. Außerdem bedient sich dieses Szenario häufig eher der nicht tödlichen Varianten des Vore oder beinhaltet Wiederbelebungen.
Seltener ist eine Variante, in der sowohl Prey als auch Predator oder sogar nur der Predator kein Einverständnis geben. Diese Form enthält beispielsweise Unfälle, in dem das Verschlingen versehentlich passiert, oder Situationen, in denen sich die Prey dem Predator aufzwingt und ggf. sogar mit Gewalt in seinen Körper eindringt. In einer Umfrage nannten 4,5 % der Befragten, dass sie Szenarien mit einem unwilligen Predator bevorzugen, entgegen 70 % der Befragten, welchen ein willentlicher Predator lieber ist. 25,5 % zeigten keine Präferenz.